# Fanny Bastien
Pour les articles homonymes, voir Meunier et Bastien.
Fanny Bastien, née le 13 décembre 1961 à Fribourg-en-Brisgau (Allemagne), est une actrice française.

## Biographie
À 15 ans, la jeune Fanny quitte famille et maison, et se décide à passer un concours dans un conservatoire régional de danse. Elle commence sa carrière d'actrice en 1980 sous le nom de « Fanny Meunier » avec un petit rôle dans Tendres Cousines, un film érotique soft de David Hamilton, puis en jouant une jeune lycéenne enceinte dans la comédie Le bahut va craquer aux côtés de Michel Galabru, Claude Jade, Darry Cowl et Dany Carrel. Elle adopte la même année le nom d'artiste de Fanny Bastien sous lequel elle obtient son premier grand succès dans le rôle-titre du feuilleton Dorothée, danseuse de corde, une histoire adaptée du livre de Maurice Leblanc qui relate les déambulations, dans un cirque, d’une jeune fille qui danse sur un fil.
Elle tourne régulièrement durant une dizaine d'années, interprétant souvent des premiers rôles, naviguant entre les films d’auteurs et des œuvres populaires avec comme partenaires, entre autres, Gérard Jugnot, Richard Berry ou Bernard Giraudeau, dans des films comme Pinot simple flic, Urgence ou Poussière d'ange. Ses apparitions à l'écran se raréfient dans le milieu des années 1990. Elle continue toutefois à jouer occasionnellement, un second rôle récurrent dans la série télévisée Braquo diffusée en 2009-2011 puis un autre dans deux épisodes de la série Astrid et Raphaëlle en 2020.
Elle préside le festival du film insolite de Rennes-le-Château, qu'elle a fondé en 2015.

## Filmographie

### Cinéma

#### Longs métrages
- 1980 : Tendres Cousines : Angèle (en tant que Fanny Meunier)[2]
- 1980 : Voulez-vous un bébé Nobel ? : Suzanne, la secrétaire Hiagault (en tant que Fanny Meunier)
- 1981 : Le bahut va craquer : Béa (en tant que Fanny Meunier)[3]
- 1982 : Le Corbillard de Jules : Thérèse
- 1983 : Un chien dans un jeu de quilles : Anna
- 1984 : La Tête dans le sac : Eva
- 1984 : Mesrine
- 1984 : Pinot simple flic : Josyane Krawczyk
- 1985 : La Tentation d'Isabelle : Lio
- 1985 : Urgence : Lysa Forstier
- 1986 : Gauguin, le loup dans le soleil : Juliette Huet
- 1986 : L'Araignée de satin : Rose
- 1987 : Poussière d'ange : Violetta
- 1988 : Prisonnières : Brigitte
- 1988 : Stradivari : Caterina
- 1990 : Le Radeau de La Méduse (scènes coupées, non créditée)
- 1991 : Rio Negro : Marie
- 1991 : Les Enfants des néons
- 1993 : The Last Border : Doaiva
- 2006 : C'est beau une ville la nuit

#### Courts métrages
- 1999 : Terre promise
- 2000 : Le marquis
- 2001 : Sang blanc
- 2002 : Retour en ville
- 2005 : Paris-Dakar

### Télévision

#### Séries télévisées
- 1981 : Mon meilleur Noël : Marie
- 1984 : Cinéma 16 : Delphine
- 1986 : Série noire : Fabienne
- 2008 : Le Silence de l'épervier : Séverine
- 2009-2011 : Braquo : Catherine Morlighem
- 2019-2020 : Astrid et Raphaëlle : Laure Gana
- 2021 : Le Voyageur : Sabrina, la femme du chenil (saison 2, épisode 1)

#### Téléfilms
- 1981 : Non-Lieu : Violette Desmartine (en tant que Fanny Meunier)
- 1982 : Les Contes modernes: Au sujet de l'enfance
- 1982 : Range tes ailes mon ange
- 1983 : Dorothée, danseuse de corde : Dorothée
- 1983 : Le Cimetière des voitures : Kittin
- 1990 : Les Lendemains qui tuent : Marianne
- 1992 : Il segno del comando : Emma
- 1995 : Docteur Semmelweis : Katia
- 1996 : Mafia rouge : Patricia Cheremetiev
- 1997 : Les Rapapommes
- 2002 : Les P'tits Lucas : Mme Costas

## Distinctions
- 1985 : Nomination au César du meilleur espoir féminin pour Pinot simple flic
- 1988 : Prix Romy-Schneider